# Лариса (округ)
Префектура Лариса је округ у периферији Тесалији и истоименој историјској покрајини, у средишњем делу Грчке. Управно средиште округа је истоимени град Лариса, а значајни су и градови Тирнавос, Фарсала и Еласона.
Округ Лариса је успостављен 2011. године на месту некадашње префектуре, која је имала исти назив, обухват и границе.

## Природне одлике
Округ Лариса је други по пространству у целој Грчкој, а највећи у Периферији Тесалија. Самим тим префектура има дуге границе и много суседних округа. На северу се граничи са окрузима Пијерија и Козани, на западу са окрузима Гревена и Трикала, на југозападу са округом |Кардица, а на југу су окрузи Фтиотида и Магнезија. Источна граница је обала Егејског мора.
Најважнији део округа је средишњи, Тесалијска равница (тзв. „Житница Грчке"), коју гради река Пинејос, а где се налази и град Лариса. Равница се на истоку сужава у долину Темпе, познати природни резерват у држави. Преко ње воде путеви ка узаној приморској равници, познатој као Олимпијска обала, чији најјужнији део припада овом округу. Северни, источни и јужни део префектуре је планински и махом покривен шумама. На северу префектуре смештена је јужна половина планине Олимп, најпознатије планине у Грчке. На истоку је приобална планина Мавровуни.
Клима у округу Лариса је средоземна у приморском делу, да би ка западу и унутрашњости прешла у њену оштрију варијанту, а на већим висинама у планинску. Седиште округа, град Лариса познат је као један од најтоплијих грчких градова лети.

## Историја
Први становници подручја данашњег округа Лариса били су Пелазги. У доба антике ова област је била прва област освојена при ширењу античке Македоније. У каснијим епохама долази владавина Римљана, затим Византинаца и на крају Османлија. Иако су месни Грци били веома активни током Грчког устанка 1821. г, ово подручје поново постало део савремене Грчке тек 1881. г., а северни део префектуре тек 1913. г. 1947. године префектура Лариса је успостављена у данас непромењеним границама. Положај префектуре, а данас округа, на главном грчком путу Солун-Атина омогућило је брз послератни развој.

## Становништво
По последњим проценама из 2005. године округ Лариса је имао око 280.000 становника, од чега око 50% живи у седишту округа, граду Лариси.
Етнички састав: Главно становништво округа су Грци, а последњих година овде се населио и омањи број насељеника из целог света.
Густина насељености је нешто преко 50 ст./км2, што је осетно мање од просека Грчке (око 80 ст./км2). Равничарски део је много боље насељен него планинско залеђе на истоку и југу.

## Управна подела и насеља
Округ Лариса се дели на 7 општина:
1. Аја
2. Еласона
3. Килелер
4. Лариса
5. Темпи
6. Тирнавос
7. Фарсала

Лариса је највеће насеље и седиште округа, а од значајнијих градова (> 10.000 ст.) у округу су и Тирнавос, Фарсала и Еласона.

## Привреда
Префектура Лариса, као и цела Тесалија, познат је пољопривредни крај — гајење жита, воћа и поврћа. Индустрија се почела развијати током протеклих стотинак година, а њеном развоју погодује добра саобраћајна повезаност са Атином и Солуном.